# Strong Guy
Strong Guy es el alias de Guido Carosella, en España conocido como Fortachón, un superhéroe ficticio que aparece en los cómics estadounidenses publicados por Marvel Comics. Fue creado por Chris Claremont y Bill Sienkiewicz y apareció por primera vez en New Mutants # 29 (julio de 1985).

## Historial de publicación
Strong Guy aparece por primera vez en New Mutants # 29 (julio de 1985) como el guardaespaldas de Lila Cheney, conocido solo como Guido. El personaje se une a X-Factor en el número 71 de la serie del mismo nombre, y se llama por primera vez Strong Guy en X-Factor # 72. Las dificultades de Guido para elegir un nombre en clave se utilizan para el efecto cómico de la historia, y el escritor de David X Factor, Peter David, admitió que en la vida real tenía dificultades para encontrar un nombre en clave decente para el personaje.

## Biografía ficticia

### Primeros años
Nacido en Rhinebeck, Nueva York a la clase trabajadora italiana padres, Guido Carosella ganó una fortuna en un asentamiento cuando sus padres fueron asesinados por la basura espacial que cae. Flaco y tímido, los poderes mutantes de Guido se activaron en la infancia cuando un incidente con matones en el patio de la escuela y el golpe de un autobús terminó con su cuerpo desproporcionadamente grande y excesivamente musculoso, separando al niño ya retirado aún más lejos de sus compañeros. Tenía el amor y el apoyo de su tía y su tío, quienes lo acogieron después de la muerte de sus padres. Guido enfrentó su dolor emocional y físico causado por su mutación, al desarrollar una "cara pública" extrovertida, que rara vez permite que incluso los que lo rodean lo vean con alguna molestia.
Durante el incidente con el autobús, otro niño, Charlie Ronalds, fue herido por la agitación de Guido. Debido a la suerte, Charlie sobrevivió con solo una leve cojera. Más tarde se convertiría en el villano Charon.

### Lila Cheney y la Isla Muir
Después de perder gran parte de su fortuna, Guido comienza a asumir trabajos que le permiten mantener su lujoso estilo de vida. Esto lleva a que Guido se convierta en el roadie y guardaespaldas por mucho tiempo de la estrella de rock intergaláctica mutante Lila Cheney. Más tarde encuentra a Dazzler cerca de la casa de Malibu de Lila Cheney, y ayuda a rescatarla para que no se ahogue. Luego encuentra a la lesionada Lila Cheney cuando ella se teletransportó a Malibu, y la acompaña a Cheney en busca de ayuda de los X-Men. Guido está más tarde entre los mutantes que viven en la Isla Muir y están mentalmente controlados por el telépata Rey Sombra. Para saciar su sed de sangre, el Rey Sombra alienta la lucha en la arena entre el personal de la Isla Muir. Guido recibe una grave paliza a manos de Rogue. Después de que el Rey Sombra sea derrotado, varios de los mutantes de la Isla Muir, con la ayuda de Val Cooper, son reclutados para formar un nuevo X-Factor, un equipo de agentes del gobierno.

### X-Factor
Los compañeros de equipo de Guido son Havok, Polaris, Wolfsbane y Quicksilver. Cuando se le pide un nombre en clave, Guido se anuncia a sí mismo como "Strong Guy" en una conferencia de prensa de X-Factor después de escuchar a un niño decir: "¡Debe ser el hombre fuerte! ¡Todo equipo de superhéroes tiene un tipo fuerte!".
Mr. Siniestro manipula a Strong Guy para que destruya el Monumento a Washington mientras lucha contra Slab. Con X-Factor, ayuda al gobierno Trans-Sabal apoyado por los Estados Unidos en una guerra contra los rebeldes, y lucha contra Hulk, y luego se enfrenta al Frente de Liberación de Mutantes. También lucha contra la Hermandad de Mutantes.
Durante su tiempo en el equipo, existe una relación floreciente con un poderoso mutante y disidente político de Genoshan llamado Jo Beth. Strong Guy sufre una profunda depresión luego de ser envenenado por Cyber, el líder del grupo mercenario Hell's Belles. Mientras estaba en un laboratorio gubernamental donde se desarrolló una cura, Havok aparentemente bebe una muestra del veneno para demostrarle a Strong Guy que está con él. Strong Guy más tarde participa en la batalla que derrota a Hell's Belles, aunque el propio Cyber se escapa después de chocar con un tren subterráneo. Otro incidente del tren subterráneo resulta mucho peor, ya que Strong Guy investiga un choque de trenes en el que un perro pequeño fue el único sobreviviente. Inevitablemente, la carnicería afectó profundamente su moral.
En la miniserie de 1992 "Guerra del Infinito", Strong Guy participa en la guerra de los superhéroes de la Tierra contra el Magus. Es elegido específicamente para ser uno de los héroes para viajar místicamente las dimensiones. Primero participó en una pelea con los extraterrestres de la Guardia del Infinito, enfrentándose a potencias cósmicas como Drax el Destructor. Más tarde, jugó un papel vital en la batalla final contra las hordas de doppelganger del villano, aunque esto fue una distracción para que otras fuerzas pudieran entrar y derrotar al villano.
Strong Guy es uno de los muchos héroes absorbidos por los efectos secundarios de Guerra del Infinito. Es uno de los muchos héroes de pensamiento libre que viajaron a una Tierra alternativa para recuperar a sus amigos con el cerebro lavado y derrotar los planes de la Diosa con poder cósmico. Se une a Firestar de los Nuevos Guerreros, que es despachado por el dúo de Puck y Spider-Man. Strong Guy derrota a Spider-Man en la batalla.
La vieja amiga de Strong Guy, la teletransportadora cósmica Lila Cheney, aparece de nuevo y trata de persuadirlo para que retome su antiguo papel como su roadie / guardaespaldas. Él se niega, explicando que disfruta de su vida en X-Factor, donde ella lo devuelve a regañadientes.
Strong Guy también desarrolla una profunda amistad con Wolfsbane. Se van de viaje con el mutante Random, donde Guido le muestra a Rahne sus amigos de la ciudad natal. Guido acompaña personalmente a Wolfsbane a la isla Muir, cuando necesita atención médica específica. Su otro mejor amigo en el equipo, Hombre Múltiple, aparentemente perece en un intento de eliminar el Virus Legado de su cuerpo.
Strong Guy sigue siendo miembro de X-Factor hasta que se produzca un incidente en la isla de Madripoor, en los mares del sur. Otra vez involucrada con Lila Cheney, el equipo queda atrapado en una confrontación entre ella y la raza alienígena, la K'Lanti. Lila había robado un objeto de gran valor, llamado Harmonium, en medio del caos político. Los alienígenas, después de destruir una manzana de la ciudad, dispersan bombas en forma de diamante por toda la ciudad. A pesar de la neutralización de las bombas y la devolución de su objeto, los alienígenas dejan un último explosivo. Guido absorbe la energía de su explosión. A pesar de liberar algo de la energía con golpes poderosos, sufre un poderoso ataque al corazón.
Strong Guy pasa mucho tiempo en animación suspendida, hasta el regreso de su amigo aparentemente muerto, el Hombre Múltiple, Jaime Madrox. Sin comprender completamente la situación, Madrox libera a Guido, quien sigue sufriendo. Forja crea un dispositivo para curar a Guido. Después, él elige acompañar a Lila y su banda en sus viajes en lugar de reunirse con el equipo X-Factor, cada vez más exigente. Luego se ve envuelto en una disputa de propiedad entre razas alienígenas en guerra, quienes desean controlar una luna pequeña y estéril. Esta disputa se resuelve cuando la luna se destruye durante un intercambio de armas en ambos lados.
Más tarde, se vio a Strong Guy en Tokio como miembro de un club de lucha mutante llamado Arena, en el que los combatientes mutantes estaban siendo esclavizados en secreto por otros mutantes. Ayudó a Tormenta y Calisto a acabar con los esclavizadores.

### Agencia de investigadores X-Factor
En la segunda carrera del escritor Peter David en X-Factor, que comienza a fines de 2005 como consecuencia de la historia de "Decimación" de Marvel, Strong Guy se muda a la ciudad de Nueva York para convertirse en el ejecutor de la agencia de detectives de su amigo Madrox, Investigaciones X-Factor. En el que se centra esta encarnación de la serie X-Factor. Al hacerlo, se reúne con muchos de sus excompañeros de la anterior encarnación de X-Factor, patrocinada por el gobierno. El equipo incluyó a Wolfsbane, Rictor, Siryn y Monet al principio.
Se asigna a Strong Guy para proteger a un exempleado de Singularity Investigations, Henry Buchanan. Henry tiene pruebas de las actividades ilegales de su antigua compañía. Sin embargo, Guido, en cambio, mata al hombre y luego se llama al CEO de Singularity, Damian Tryp, lo que revela que estaba trabajando como un topo dentro de X-Factor.
Strong Guy intenta decirle al equipo que el hombre se había desvanecido, pero Wolfsbane huele su sangre en las manos de Guido y un escaneo psíquico de Monet revela la verdad. Parecía que Guido había sido sometido a un condicionamiento hipnótico por Tryp para convertirlo en un lunar (lo que explicaba su actitud más áspera y algunas inconsistencias en su personalidad).
Una visita con la viuda de Henry no fue como se esperaba; En lugar de reaccionar con enojo, Alix Buchanan comprendió las circunstancias en las que Guido había actuado y lo perdonó. Al final del asunto, habían encontrado consuelo juntos en su dolor mutuo por la muerte de Henry.
Algún tiempo después, Valerie Cooper se pone en contacto con Guido y le ofrece un trabajo como Sheriff de Mutant Town, el área afectada en Nueva York donde viven grandes cantidades de ex mutantes. Guido le informa a Jamie Madrox que tomará el trabajo, pero cambia de opinión cuando Mutant Town es destruida por el villano Arcade.
Guido muere mientras se dedica a un trabajo para proteger a J. Jonah Jameson de algunos asesinos súper poderosos. Él es disparado a través del corazón; sin embargo, la causa de la muerte es una sobrecarga de su órgano dañado al impedir que un Mandroide caiga sobre una multitud. Él es llevado de urgencia al hospital, pero los médicos no pueden salvarlo debido al daño en su corazón. Unos minutos más tarde, sin embargo, él revive milagrosamente, sin mostrar lesiones. Se revela que Layla Miller lo resucitó; sin embargo, como consecuencia de esto, ya no tiene alma. Como resultado, Guido comienza a actuar de forma más agresiva, y después de una frustrante fecha fallida con M, abandona el grupo, solo para regresar durante la Guerra del Infierno en la Tierra, donde trabaja para Mefisto contra los otros Señores del Infierno. Al final del evento, asesina a Tier, el hijo de Wolfsbane, para convertirse en el Señor del Infierno Supremo.
Cuando los Thunderbolts fueron transportados accidentalmente al infierno, Mefisto aprovechó la oportunidad para darles una salida si derrotaban a Strong Guy. Red Hulk convenció a Strong Guy de abandonar la posición de Señor del Infierno y tratar de recuperar su alma perdida, lo que le permitió a Mefisto recuperar el trono y dejar que los Thunderbolts regresaran a la Tierra. Cuando Red Hulk le ofreció a Strong Guy que regresara con los Thunderbolts, Strong Guy dice que se quedará atrás hasta que pueda recuperar su alma.

### Regreso a la Tierra
Strong Guy regresa en Death of X, junto con otros mutantes, ayudando a los X-Men.
Durante la historia del "Imperio Secreto", se ve a Strong Guy entre los habitantes de la nación mutante de New Tian tras la toma de los Estados Unidos por Hydra.

### Nuevos Mutantes: Almas Muertas
En algún momento, Strong Guy se une al equipo de Nuevos Mutantes de Magik y se revela que ha recuperado su alma con la ayuda de Magik. También se reconcilia con Rahne después de que se disculpa por matar a su hijo. Mientras pelea con Tran Coy Manh, Strong Guy puede agarrarlo y Magik se ve obligado a desterrarlos a ambos al Limbo, donde el tiempo pasa de manera diferente. Magik puede invocarlo cuando es atacada por sus compañeros de equipo, que están infectados con el virus Transmodal y están controlados por una Karma loca. Sin embargo, a pesar de que solo pasaron unos pocos días en el mundo real, han pasado años desde la perspectiva de Strong Guy. Durante la pelea sufre un infarto, aunque el tecnoorgánico Dani lo salva infectándolo con el virus. Luego infecta a Magik.

### Último X-Men y Muerte
Un Strong Guy todavía tecno-orgánico está cautivo por O*N*E, que lo ha puesto dentro de un Centinela junto con el resto de sus compañeros de equipo. Es rescatado por Cyclops y Wolverine. Cuando O*N*E explota los duplicados de Multiple Man, Strong Guy salva a todos al absorber la energía cinética. Sin embargo, resulta ser fatal. Strong Guy se ve más tarde en Krakoa, habiendo sido devuelto a la vida como tantos otros mutantes.

## Poderes y habilidades
Strong Guy posee una fuerza sobrehumana que puede aumentar al absorber energía cinética y usarla para aumentar su fuerza física hasta un límite no medido. Sin embargo, no puede almacenar la energía que absorbe por mucho tiempo; como regla, debe gastar físicamente la energía en 90 segundos para evitar que distorsione permanentemente su cuerpo. Tiene un dolor constante por la distorsión existente, aunque la oculta bien, tradicionalmente desempeña el papel de comediante de equipo para distraerse. Guido también posee resistencia y durabilidad sobrehumanas.
Un porcentaje inusual de su masa corporal se almacena en la mitad superior de su cuerpo, lo que hace que parezca muy pesado y, por lo tanto, muy imponente. Los poderes de Strong Guy aparecieron por primera vez después de ser golpeados por matones y golpeados por un autobús; Incapaz de expulsar la energía, su cuerpo fue deformado permanentemente. El nivel de fuerza máxima de Strong Guy es tal que tiene el poder suficiente para mover a Blob, o estar brevemente parado con Hulk, aunque la fuerza mejorada de la rabia de este último era tan poderosa que la energía de canalizar simplemente un golpe Poner al chico fuerte en peligro de un ataque al corazón después.
Guido tiene un intelecto superdotado y es un talentoso actor de comedia musical y comediante. Obtuvo una licenciatura en teatro en la Universidad de Nueva York.
Strong Guy es miope y usa lentes correctivos "bottlecap".

## Otras versiones
En la línea de tiempo de "Era de Apocalipsis", Strong Guy seguía siendo el guardaespaldas de Lila Cheney, pero estaba mucho más obsesivo con ella. Estaba celoso, casi hasta el punto de la locura, de Gambito porque él y Cheney eran amantes. Strong Guy fue capturado por los Infinitos de Apocalipsis y tenía una bomba implantada en su cráneo. Para salvar su propia vida, traicionó a los X-Men e incluso secuestró al hijo pequeño de Rogue y Magneto. Más tarde, Rogue lo mata por su traición, después de que ella absorbe toda la energía cinética almacenada en su cuerpo, negando su invulnerabilidad. Luego arremete al vulnerable Guido con la energía que había absorbido.

## En otros medios

### Televisión
Strong Guy aparece en el episodio de X-Men "Cold Comfort". Se le ve como un miembro del equipo X-Factor dirigido por Forja. Strong Guy también hace un breve cameo durante el episodio de dos partes "Sanctuary".

## Mercancía
Bowen Designs produjo un Mini-Busto Strong Guy, esculpido por Jeremy Pelletier, julio de 2012. Fue lanzado en la Fase 5, Busto # 288. Mide aprox. 9.5 pulgadas de alto.
Toy Biz lanzó una figura de acción Strong Guy en 1993 como parte de su serie X-Men, luciendo su uniforme X-Factor. La figura fue presentada con la acción "Power Punch".
Marvel y Planet Studios lanzaron un pin de figura completa de 1.25 pulgadas / 3.175 cm de Strong Guy, 1994.